# Organopoda carnearia
Organopoda carnearia är en fjärilsart som beskrevs av Walker 1861. Organopoda carnearia ingår i släktet Organopoda och familjen mätare. Inga underarter finns listade i Catalogue of Life.